# El Molist (Taradell)
El Molist és una masia de Taradell (Osona) inclosa a l'Inventari del Patrimoni Arquitectònic de Catalunya.

## Descripció
Masia de planta rectangular, coberta a dues aigües amb el carener perpendicular a la façana, la qual està porticada a la planta baixa amb grans pilars de pedra picada, als pisos superiors les galeries estan formades per arcades que decreixen seguint la inclinació de les vessats. A la part posterior, la masia conserva unes formes més netes, sense arrebossar, i on hi ha una eixida del primer pis enforma de terrat, on hi ha el coll de pou de pedra picada. Presenta dos grans portals d'entrada al mur que tanca la lliça i les dependències agrícoles. Aquest edifici té les característiques de la masia típica dels inicis del segle xviii, amb carreus sense treballar, arrebossats amb alguns afegitons de totxo cuit. També s'ha emprat en la seva construcció la fusta i el ferro.

## Història
Antiga masia, d'història mil·lenària, amb les primeres notícies documentades de l'any 919. Era el centre d'una gran vila, els límits de la qual arribaven fins al ral, en un altre mas que era propietat del prior de l'Estany, enclavat entre riera de Tona i el riu Gurri. Estava en terme del castell de Taradell i estava sota dependència dels senyors de Montrodon, redimint-se l'any 1128. Essent domini eclesiàstic en condició de mas aloer, junt amb altres masos del terme de la mateixa condició, protestaren en el plet de 1398, dient que segons la Constitució sols devien contribuir a fortificar i a fer guaites al castell, en temps de guerra i no en temps de pau com també pretenia el senyor.